# Pusztakisfalu
Pusztakisfalu egykor önálló település Magyarországon, Baranya vármegye középső részén, ma Lovászhetény különálló településrésze.

## Fekvése
A Geresdi-dombságban helyezkedik el, Lovászhetény központjától légvonalban alig több, mint másfél, közúton körülbelül 2,5 kilométerre északra. Hasonló távolságban fekszik északi szomszédjától, Apátvarasdtól is, de közúti kapcsolat nincs közöttük. További szomszédos település még kelet felől Erdősmecske, nyugat felől pedig Zengővárkony.

### Megközelítése
Zsáktelepülésnek tekinthető, mivel csak közúton és csak egy irányból közelíthető meg, a Mohács térségétől Zengővárkonyig húzódó 5606-os útról letérve, egy számozatlan önkormányzati mellékúton. Pécsvárad felől Lovászhetény felé kell indulni, majd az elágazást jelző táblánál balra fordulni az egy sávos úton.

## Története
A települést jobbára németek lakták, de a jobb megélhetés okán a lakosság nagy része a XX. század folyamán elköltözött. Manapság az állandó lakosok száma nemigen haladja meg a 8-10 családot, viszont jó néhány hétvégi ház található a faluban és egy vendégház is üzemel itt.

## Látnivalók
- Szent György nevére szentelt, középkori eredetű római katolikus kápolnája, melyet legutóbb 1825-ben építettek át; orgonája a neves pécsi Angster orgona- és harmóniumgyár eredeti és működőképes gyártmánya. A kápolna általában nem látogatható, a kevés kivételes alkalom egyike a falunap, amikor az orgonát is megszólaltatják. Bejárata közelében egy kőkereszt és egy szentet ábrázoló kőszobor is áll.
- Harangláb.
- Muzeális tűzoltó szekér a kápolna közelében.
- A településen nyaranta üveghuta működik (Trebi huta).
- Lovászhetény irányában több kisebb halastó is található, melyek az itt élő és átvonuló vízimadarak megfigyelésére is kedvelt helyszínek.
- Természetismereti magángyűjtemény.

## Rendezvények
- Falunap – a település fő rendezvénye, melyet minden évben július végén rendeznek meg. A központi helyszín az üveghuta és környéke, ahol a látogatók az üvegfújás mesterségének művészi szintű művelésének rejtelmeibe tekinthetnek be. Rajtuk kívül azonban bemutatják ilyenkor a mesterségbeli tudásukat kosárfonók, gyöngyfűzők, üvegfestők, fafaragók, fazekasok, csuhéjáték-készítők stb. is. A falunapon tartott szentmisén az orgona is megszólal.
- Európai madármegfigyelő napok – a minden évben október elején megrendezésre kerülő Európai madármegfigyelő napok egyik Baranya vármegyei színhelye Pusztakisfalu. Ezen a két napon egy helyi lakos ornitológus várja és kalauzolja madármegfigyelő túrákra a környéken az érdeklődőket.